# Café Cléopâtre
Le Café Cléopâtre, aussi appelé Cafe Cleopatra en anglais et abrégé en Cléo, est un cabaret et un club de danseuses nues à Montréal situé dans le Quartier des spectacles et dans la zone qui était autrefois le Red Light.
Situé au 1230, boulevard Saint-Laurent dans un édifice historique construit en 1895, l'établissement est connu sous le nom de Café Cléopâtre depuis 1976, cette identité succédant à une longue série de clubs érotiques abrités dans les mêmes lieux. Le premier étage est un club de danseuses nues cisgenres alors que le deuxième étage présente des spectacles offerts par des personnes trans ainsi que des drag queens. Le Café Cléopâtre, plusieurs rues à l'ouest du village gai de Montréal, est un cabaret dont l'une des particularités est d'attirer à la fois les clientèles hétérosexuelle et homosexuelle. Des soirées fétichistes et spectacles burlesques y sont aussi présentés. Le cabaret présente également des événements tenus dans le cadre de festivals tels Pop Montréal et M pour Montréal.

## Histoire
Le 1230, boulevard Saint-Laurent, a presque toujours abrité des clubs exotiques et érotiques. S'y sont succédé au fil des ans : le Club Alhambra, le Sailor's Dining Room, le Café Parthénon, le Riviera Grill, le Café Canasta et, enfin, le Café Cléopâtre.
Le Café Cléopâtre, au cœur de ce qui était le quartier du Red Light de Montréal, a au fil des ans résisté aux assauts de plusieurs promoteurs immobiliers, ainsi que de la Ville de Montréal, souhaitant son départ. Menacé d'expropriation de 2009 à 2011, l'établissement gagne sa cause et résiste à un projet qui aurait vu la démolition de l'édifice centenaire et la construction, à sa place, d'une tour à bureaux de 12 étages. 
Johnny Zoumboulakis, immigrant grec arrivé à Montréal en 1966, est barman au Café Cléopâtre dans les années 1970 et en devient propriétaire en 1985.
À la fin des années 2000, le Quartier des spectacles est créé à Montréal et il entraîne la disparition de certains édifices de l'ancien Red Light montréalais. Christian Yaccarini, président de la Société de développement Angus (SDA), affirme en 2009 en être venu à des ententes avec 9 commerces sur 10 dans une section du boulevard Saint-Laurent, près de l'intersection de la rue Saint-Catherine, visée par un projet de redéveloppement. 

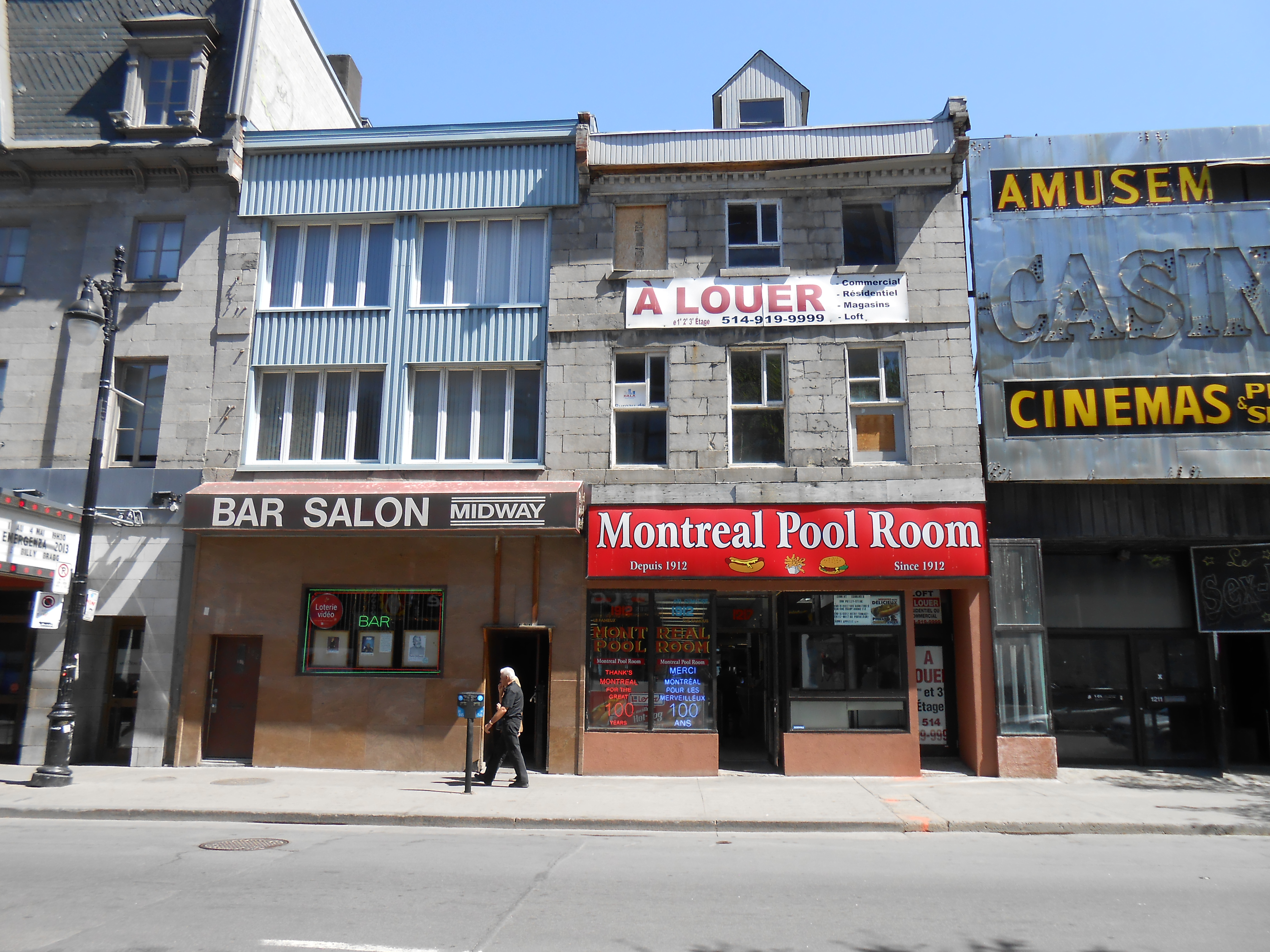
Boulevard Saint-Laurent, côté est, où le Montreal Pool Room a déménagé

Le Montreal Pool Room par exemple, légendaire restaurant de fast food établi depuis 1912, accepte de quitter ses locaux pour s'établir en face, du côté est de la rue. Le seul commerce qui refuse d'abandonner ses locaux ou de déménager est le Café Cléopâtre, qui fait valoir son caractère patrimonial et son importance pour les performeurs « alternatifs » tels les travestis. Johnny Zoumboulakis plaide aussi que l'établissement ne doit pas continuer à porter le fardeau de la stigmatisation qui était jadis le lot du Red Light. En revanche, Christian Yaccarini de la SDA objecte que le Café Cléopâtre « n'est pas patrimonial » mais « juste un club de danse nue ». Zoumboulakis dit qu'on lui a initialement offert 875 000 dollars pour qu'il quitte les lieux, puis fait une offre de 1,7 million de dollars pour qu'il emménage dans l'ancien édifice, plus petit, de la Calèche du Sexe, sur la rue Sainte-Catherine Est. Parmi ses raisons de refuser de quitter, il cite le désir de faire partie de l'émergent Quartier des spectacles qui est aménagé depuis 2007, après avoir traversé les années moins glorieuses de cette section en décrépitude de la Main. Une coalition d'artistes, de fétichistes, de danseuses et de travailleuses et travailleurs du sexe se porte à la défense du Cléopâtre. Simon Brault, alors président de Culture Montréal et directeur de l'École nationale de théâtre, propriétaire du Monument-National, soutient que « C'est la garde rapprochée du fantôme du Monument qui est menacée ». Dinu Bumbaru, dirigeant de l'organisme Héritage Montréal, argumente également en faveur de la sauvegarde du Cléopâtre en faisant valoir que « le patrimoine de la Main tient aussi à son atmosphère et à sa culture ». 
Menacé d'expropriation depuis l'automne 2009, le Cléopâtre y fait objection jusqu'à ce que la SDA, lasse d'encourir des frais juridiques pour exproprier le commerce, abandonne la bataille et décide de mener son projet de développement Carré Saint-Laurent en deux phases, sans l'édifice du 1230, boulevard Saint-Laurent, en contournant simplement le Café Cléopâtre par l'arrière, par la rue Clark. En mars 2011, le comité exécutif de Montréal approuve le désistement de la Ville du processus d'expropriation. 